# Раягада
Раягада (англ. Rayagada) — город в индийском штате Орисса. Административный центр округа Раягада. Средняя высота над уровнем моря — 207 метров. По данным всеиндийской переписи 2001 года, в городе проживало 57 732 человека, из которых мужчины составляли 51 %, женщины — соответственно 49 %. Уровень грамотности взрослого населения составлял 64 % (при общеиндийском показателе 59,5 %). Уровень грамотности среди мужчин составлял 72 %, среди женщин — 56 %. 12 % населения было моложе 6 лет.